# Beautor
Beautor – miejscowość i gmina we Francji, w regionie Hauts-de-France, w departamencie Aisne.
Według danych na styczeń 2014 roku gminę zamieszkiwało 2712 osób, a gęstość zaludnienia wynosiła 365 osób/km².